# 五牛圖
五牛圖為唐代畫家韩滉的作品，是現時存世作品中最早以牛作為題材的紙絹畫。五牛圖先後被宋高宗趙構、元人趙伯昂、趙孟頫及清代皇帝乾隆收藏，乾隆一直將五牛圖收於紫禁城內，直至1900年，八國聯軍侵華，五牛圖下落未明一段長時間。到了二十世紀五十年代，五牛圖才出現在香港的一個拍賣會上，最終由中方以6萬港元購回，為中國十大傳世名畫之一，被譽為「鎮國之寶」，現存於北京故宮博物院 。
《五牛圖》為唐德宗時期的宰相韓滉所畫，圖為設色紙本，紙質為麻紙，長20.8公分，總寬139.8公分，是目前中國最早的紙質動物畫作，已有1300多年的歷史。此圖卷從右至左，一字排開，畫了五頭姿態各異的牛，圖畫中除了五頭牛外，只有一小叢荊棘，沒有其他任何襯景，以這種完全突顯主題的方式來構圖，極其大膽，充份顯示韓滉高超的寫實描繪能力。

## 作品
韓滉筆下的五牛造型非常準確，筆法簡潔老練，線條勁健有力，將五頭牛不同的體勢姿態，筋肉骨髂，肌理皺摺，甚至口鼻細毛都作了精細的刻畫，生動入微。尤其對五頭牛不同情緒神態的刻畫格外傳神，如畫中最右的一頭老黃牛正伸長脖子倚著荊棘蹭癢，露出舒適愜意的眼神，加之牛角呈彎月狀，將老黃牛酥癢的表情刻畫入骨。又如圖面最左邊那頭佇立不動的牛， 可以看到牠的表情鬱悶，炯炯牛眼似乎正瞪著看畫的人；牛角朝前，有股隨時要鬥爭撒牛氣的倔態。仔細一看，這頭牛的頭上正套著繮繩，是圖中唯一被拴束的牛，其鬱悶心情不難理解。《五牛圖》達到了神形兼備的高超藝術境界，元代的大書畫家趙孟頫盛讚：「五牛圖，神氣磊落，稀世名筆也。」。
2021年6月16日，故宫博物院与北京观唐大有文化创意有限公司合作举办的“故宫《石渠宝笈》绘画数字科技展”首展将于7月2日亮相西安。其中收录了《洛神赋图》、《清明上河图》、《千里江山图》、《五牛图》等。

## 歷史評價
- 唐代朱景玄在《唐朝名畫錄》中評韓滉說：「能圖田家風俗，人物水牛，曲盡其妙。議者謂驢牛雖目前之畜，狀最難圖也，惟晉公於此工之，能絕其妙。」[6]
- 南宋陸游《渭南文集》「跋韓晉公牛」中說：「韓晉公畫牛云，予居鏡湖北渚，每見村童牧牛於風林煙草之間，便覺身在圖畫，自奉詔紬史，逾年不復見此，寢飯皆無味。」[7]
- 元代趙孟頫評道：「五牛圖，神气磊落，稀世名筆也。」
- 清代金農題跋：「愈見愈妙，真神品也。」
- 清代朱彝尊《在曝書亭集》「九日宋中丞招集滄浪亭觀韓滉《五牛圖》復成二十四韻」題詩：「示客《五牛圖》，真氣豁我眸。晉公諳燮理，體物固能優。郭椒丁櫟輩，飲降各自由。宣和購遺跡，已詫不可求。何期白石爛，此圖翻得留。」[8]
- 著名書畫鑑定專家徐邦達評：「故宫收藏，以《五牛图》为第一。」

## 摹本
- 明代項元汴摹《五牛圖》
- 清代蔣廷錫摹《五牛圖》
- 現代吳湖帆摹《五牛圖》
- 現代张善孖摹《五牛圖》

## 外部連結
- 中国传世名画全集－《五牛图》唐•韩滉——中国十大传世名画（页面存档备份，存于）
- 人民網－韓滉的《五牛圖》（页面存档备份，存于）
- 書法欣賞－趙孟頫行書三跋《韓滉五牛圖卷》（页面存档备份，存于）
- 台灣WORD－五牛圖卷（页面存档备份，存于）
- 國圖空間－五牛圖（页面存档备份，存于）
- 中國傳統文化－故宫《石渠宝笈》特展（46）唐韩滉五牛图卷故宫博物院藏（页面存档备份，存于）
- 文史春秋－名畫《五牛圖》濳藏的時局密碼